# Caro Emerald
 (octobre 2023).
Si vous disposez d'ouvrages ou d'articles de référence ou si vous connaissez des sites web de qualité traitant du thème abordé ici, merci de compléter l'article en donnant les références utiles à sa vérifiabilité et en les liant à la section « Notes et références ».
Caroline Esmeralda van der Leeuw, née le 26 avril 1981 à Amsterdam, connue sous le nom de scène Caro Emerald, est une chanteuse de jazz néerlandaise. Découverte en 2009 avec le titre Back It Up, son premier album Deleted Scenes from the Cutting Room Floor est devenu, le 20 août 2010, le premier album restant 27 semaines en tête des ventes aux Pays-Bas, dépassant d’une semaine le record de Thriller de Michael Jackson dans le pays.

## Carrière

### 2007-2008: Les débuts
Début 2007, le producteur néerlandais Jan van Wieringen invite Caro Emerald à chanter sur un morceau qu'il produit avec le producteur-compositeur David Schreurs. La chanson Back It Up a été écrite par Schreurs et l'auteur-compositeur canadien Vince Degiorgio, basée sur un rythme hip-hop créé par Robin Veldman et Jan van Wieringen. La voix jazzy d'Emerald est alors considérée par ses auteurs comme une « correspondance parfaite » pour la chanson.
La démo est présentée à divers éditeurs et labels, mais sans résultat. Elle est alors mise en ligne et fait le tour du monde ; les stations de radio commencent à diffuser la chanson.
Degiorgio, Schreurs, van Wieringen et Emerald réalisent que leur musique a du potentiel et commencent à travailler sur un album-concept en studio, avec Caro Emerald en « artiste vedette ». L'écriture commence à l'été 2008 en utilisant le mélange employé pour Back It Up, du jazz des années 40 et 50 et de l'easy listening combinés avec du latin orchestral, le tout porté par des rythmes contagieux. En basant leur approche sur l'échantillonnage avec une instrumentation en direct, les sessions d'écriture s'inspirent d'un large éventail d'influences, notamment l'organiste de jazz Jackie Davis, le compositeur exotique Martin Denny ou le roi du mambo Pérez Prado et le jazz des années 1920-1930 en général, influences auxquelles s'ajoutent les propres inspirations vocales de Caro Emerald, elles-mêmes inspirées par The Andrews Sisters, Billie Holiday et Sarah Vaughan.
Ils prennent alors l'habitude de fonctionner selon une certaine méthode : Schreurs trouve les idées et crée les pistes d'accompagnement, puis il se réunit avec le parolier Degiorgio pour écrire les chansons. Caro Emerald co-écrit également plusieurs chansons de l'album, ainsi que van Wieringen qui co-écrit les morceaux The Other Woman et Dr Wanna Do. Schreurs et Degiorgio sont crédités comme « directeurs créatifs » de l'album.

### 2009-2012: Deleted Scenes from the Cutting Room Floor
Après que les maisons de disques aient toutes refusé le projet, Schreurs a créé son propre label, Grandmono. Back It Up en est le tout premier single, sorti le 6 juillet 2009. La chanson gagne en audience et en popularité quasiment du jour au lendemain et se retrouve classée dans le Top 40 néerlandais pendant douze semaines, culminant à la 12e place. Elle est devenue la chanson la plus jouée sur l'importante radio musicale NPO 3FM en 2009.
Le premier album d'Emerald, Deleted Scenes from the Cutting Room Floor, sort le 28 janvier 2010 aux Pays-Bas, sur Grandmono. Il entre directement au premier rang du classement des albums et y reste pendant des mois. En août 2010, l'album est n°1 depuis 27 semaines et bat le record de Michael Jackson pour Thriller (26 semaines n°1 en 1983). Après avoir perdu sa place, l'album revient au premier rang pour trois semaines supplémentaires, passant un total de 30 semaines à la première place du classement des albums néerlandais.
L'album devient ainsi double platine (> 100 000 exemplaires) aux Pays-Bas le 5 juillet 2010, triple platine en août 2010, quadruple platine (200 000) en novembre 2010 et sextuple platine (> 300 000 exemplaires) en décembre 2011. Deleted Scenes from the Cutting Room Floor a ensuite été sorti des charts néerlandais, après 104 semaines, en raison d'une règle selon laquelle les albums ne peuvent pas passer plus de deux ans dans les charts. À sa seconde entrée, l'album monte à la 8e place.
Le deuxième single de l'album, A Night Like This, sort en décembre 2009. Il est classé dans les charts néerlandais pendant 26 semaines, atteignant sa meilleure place en janvier 2010. Elle a été la chanson la plus diffusée aux Pays-Bas en 2010.
En 2011, Deleted Scenes from the Cutting Room Floor sort dans toute l'Europe et rencontre un grand succès commercial, notamment au Royaume-Uni (1 x platine avec des ventes supérieures à 360 000, huit semaines dans le top 10 et culminant à la 4e place), en Allemagne (1 x platine avec des ventes supérieures à 280 000 et culminant à la 5e, et plus de 340 000 ventes pour le single A Night Like This), Pologne (6× platine avec des ventes dépassant 60 000), Italie (single d'or pour Back it Up) et Autriche (n°1 avec A Night Like This). Au Royaume-Uni, les six singles et l'album entier ont été classés A par BBC Radio 2. Plus de 1 400 000 albums ont été vendus en Europe.
Le son « cinématographique » du disque donne lieu à une utilisation fréquente d'extraits musicaux dans des séries télévisées, films et publicités qui vont de The Playboy Club à des campagnes des marques Martini, Nestlé, Ferrero Rocher, Wrigley ou Disney, en passant par Two Days in New York, The Secret Circle, Vampire Diaries, Agent Carter ou les émissions Strictly Come Dancing / Dancing with the Stars…
Le soir du Nouvel An 2011, Caro Emerald apparaît dans Hootenanny de Jools Holland. En raison de son succès exceptionnel, l'album est inclus dans un épisode de la version néerlandaise de Classic Albums en avril 2012.
En janvier 2011, Caro Emerald remporte le Popprijs 2010 du meilleur groupe pop néerlandais. Début 2012, elle remporte un Goldene Kamera pour la meilleure musique internationale et un Echo Award pour de meilleur nouvel artiste international.

### 2013-2014: The Shocking Miss Emerald
En avril 2013, sort le deuxième album studio de Caro Emerald, The Shocking Miss Emerald, dont sont extraits les singles Tangled Up et Liquid Lunch. L'album se classe n°1 dans le classement des albums britanniques. Caro Emerald passe régulièrement à la BBC.

### 2022-présent: The Jordan
Le 23 août 2022, Caro dévoile son nouveau projet en solo nommé The Jordan. Son premier album, Nowhere Near The Sky, est prévu pour le 10 février 2023 via Cooking Vinyl. Les trois premiers singles de l'album sont You Don't Even Know Me, Dancing Naked in the Sun et The Room.

## Discographie

### Albums
- 2010 - Deleted Scenes from the Cutting Room Floor
- 2012 -   Drum Rolls and Heart Breaks
- 2013 - The Shocking Miss Emerald

### Albums live
- 2011 - Live at the Heineken Music Hall

### EP
- 2017 - Emerald Island

### Singles
- 2009 - Back It Up
- 2009 - A Night like This
- 2010 - That Man
- 2010 - Stuck
- 2011 - Riviera Life (featuring Giuliano Palma)
- 2013 - Tangled up
- 2013 - Liquid Lunch
- 2013 - Completely
- 2013 - I Belong to You
- 2015 - Quicksand